# Ursulinas de la Sagrada Familia
La Congregación de Hermanas Ursulinas de la Sagrada Familia (oficialmente en italiano: Istituto delle Suore Orsoline della Sacra Familgia) es un congregación religiosa católica femenina, de vida apostólica y de derecho pontificio, fundada en 1908 por la religiosa italiana Arcangela Salerno, en Monterosso Almo. A las religiosas de este instituto se les conoce como Ursulinas de Siracusa, y posponen a sus nombres las siglas O.S.F.

## Historia
La congregación fue fundada con el nombre de Compañía de Santa Úrsula, porque seguía la regla de vida de las ursulinas, por un grupo de cinco mujeres a la cabeza de Arcangela Salerno en Monterosso Almo, en Sicilia (Italia), el 2 de febrero de 1908, para la instrucción y formación cristiana de la juventud. Más tarde la casa madre fue trasladada a Siracusa.
El instituto recibió la aprobación como instituto secular de derecho diocesano por el arzobispo Luigi Bignami, de la arquidiócesis de Siracusa, el 11 de noviembre de 1915, con el nombre de Compañía de Santa Úrsula de Siracusa. El 15 de agosto de 1946 se convirtió en una congregación religiosa de derecho diocesano. El papa Pablo VI, elevó el instituto a congregación religiosa de derecho pontificio, mediante decretum laudis del 20 de mayo de 1971.

## Personajes ilustres
El primer grupo de ursulinas de Siracusa estaba formado por Rosa Roccuzzo, Giovanna Giaquinta, Giuseppa Inzinga, Cristina Inzinga y  Arcangela Salerno, de las que Rosa Rocuzzo (1882-1956) fue la inspiradora y Arcangela Salerno (1884-1967) la realizadora del proyecto y primera superiora general. Más recientemente fue renombrada por los medios de comunicación otra religiosa ursulina de esta congregación, Cristina Scuccia (1988-) que ganó la temporada 2014 de The Voice of Italy.

## Organización
La Congregación de Hermanas Ursulinas de la Sagrada Familia es un instituto religioso de derecho pontificio y centralizado, cuyo gobierno es ejercido por una superiora general. La sede central se encuentra en Roma (Italia).
Las Ursulinas de Siracusa se dedican a la educación de la juventud y a otras actividades pastorales sociales y parroquiales. En 2017, el instituto contaba con 74 religiosas y 15 comunidades, presentes en Brasil, Francia e Italia.